# Ruška koča

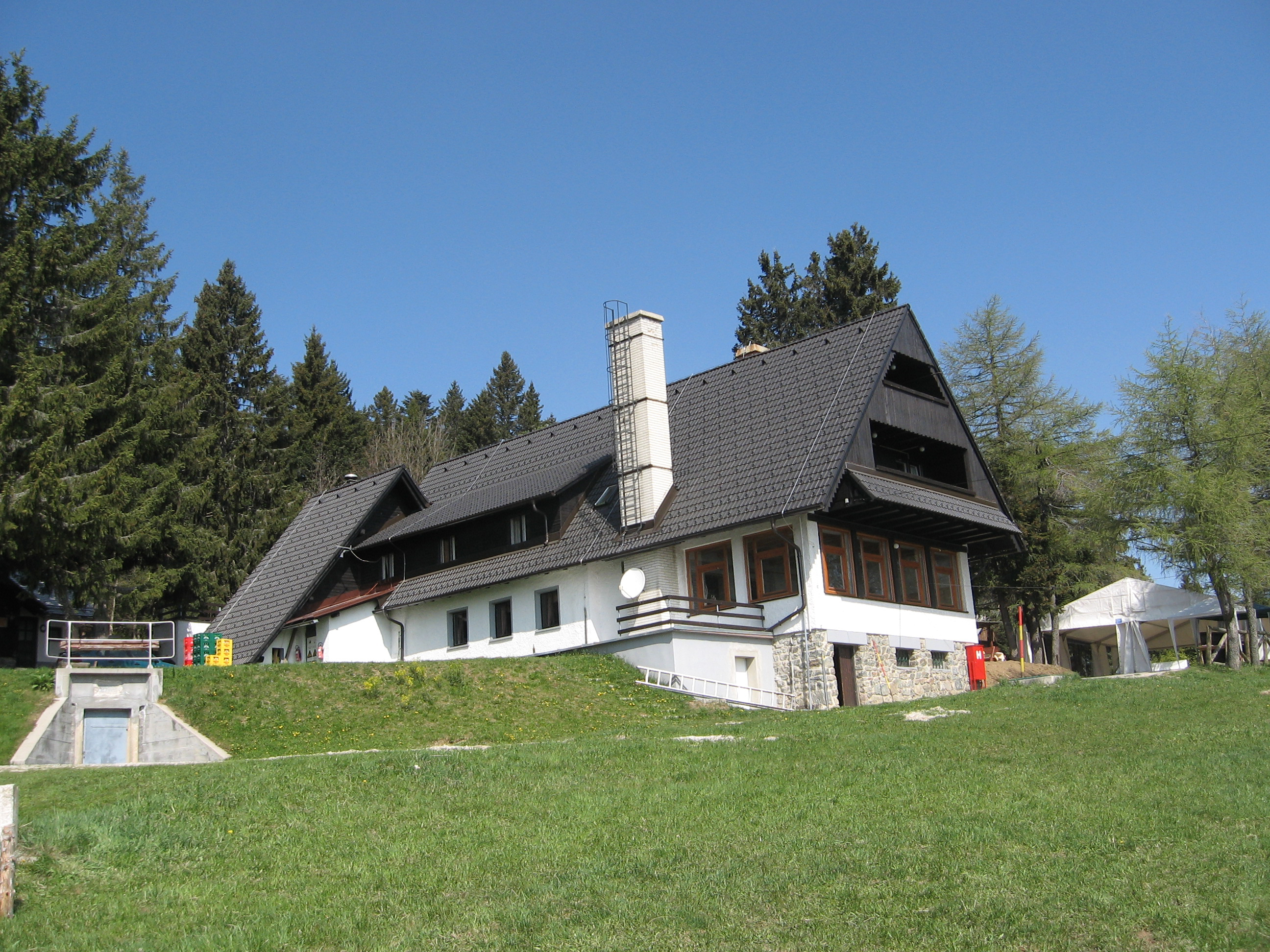
Ruška koča - 1246 m

A Ruška koča (magyarul Rušei ház), más néven Tinetov dom pri Arehu (magyarul Tinček-ház az Arehnél),  egy 1246 méter magasan levő hegyi ház a Pohorje hegyen, Szlovéniában. A Pohorje legöregebb hegyi háza, Ruše község lakosai építették 1907-ben. Az ünnepélyes megnyitó 1907. szeptember 8-án volt. A második világháborúig itt még két hegyi ház volt: a Čandrova és a Planinka. A környező tanyák, valamint a Szt. Henrik templom együtt kellemes hegyi települést képezett. Viszont 1943. november 12-én a partizánok fölgyújtották az összes hegyi házat, hogy azok ne lehessenek a németek hasznára.
A valamikori Planinka helyén a rušeiek 1946. október 20-án megnyitották a mai hegyi házat. A házat a Rušei Hegymászó Egyesület elnöke, Davorin Lesjak (Tinček) után nevezték el, aki tanár volt a faluban és sokat tett a hegymászás népszerűsítéséért. A házat 1977-ben renoválták. A nagy érdeklődés miatt a valamikori Čandrova hegyi házat is újból fölépítették; ezt 1987-ben nyitották meg.
A házak egész éven keresztül nyitva vannak. A Rušei Hegymászó Egyesület tartja őket rendben.

## Hozzáférés
- Rušeből 3.30 h
- Slovenska Bistricából 5 h
- Fram-ból a Planicán keresztül 3.30 h
- Šmartno na Pohorju-ból, Videc mellett 2 h
- autóval: Hoče 18 km, Ruše 14 km, Slovenska Bistrica 26 km

### Közeli hegyi házak
- Štuhčev dom pri Treh kraljih (1181 m), 2.30 h
- Mariborska koča (1142 m), 1 h
- Koča na Pesku (1386 m), 5 h
- Dom na Osankarici (a Črno jezero mellett), 3.30 h

### Közeli hegycsúcsok
- Žigartov vrh (1345 m), 30 min.
- Klopni vrh (1335 m), 3 h